# 对角优势矩阵
对角占优矩阵是指一矩陣的每一橫行，對角線上元素的大小大於或等於同一橫行其他元素大小的和，一矩陣A為对角占优矩阵若
{\displaystyle |a_{ii}|\geq \sum _{j\neq i}|a_{ij}|\quad {\text{for all }}i,\,}
其中aij為第i行第j列的元素。
上述的定義中用到大於等於，其條件較鬆，因此有時會稱為弱对角占优矩阵，若上述的定義用大於代替大於等於，則稱為強对角占优矩阵。对角优势矩阵可以指弱对角占优矩阵，也可以指強对角占优矩阵，視上下文而定。

## 變體
第一段的定義是考慮同一橫行其他元素大小的和，有時也稱為行对角优势矩阵，若是考慮同一直列其他元素大小的和，則稱為列对角优势矩阵。
若一不可约矩阵是弱对角优势矩陣，但至少一橫行（或一直列）符合強对角优势的條件，則此矩陣稱為不可约对角优势矩阵。

## 例子
矩陣
{\displaystyle \mathbf {A} ={\begin{bmatrix}3&-2&1\\1&-3&2\\-1&2&4\end{bmatrix}}}
可得
{\displaystyle |a_{11}|\geq |a_{12}|+|a_{13}|}   因為  {\displaystyle |3|\geq |-2|+|1|}
{\displaystyle |a_{22}|\geq |a_{21}|+|a_{23}|}   因為  {\displaystyle |-3|\geq |1|+|2|}
{\displaystyle |a_{33}|\geq |a_{31}|+|a_{32}|}   因為  {\displaystyle |4|\geq |-1|+|2|}.
因為任一對角線元素大小都大於等於同一行其他元素的和，因此A為对角优势矩阵。
矩陣
{\displaystyle \mathbf {B} ={\begin{bmatrix}-2&2&1\\1&3&2\\1&-2&0\end{bmatrix}}}
但是
{\displaystyle |b_{11}|<|b_{12}|+|b_{13}|}   因為  {\displaystyle |-2|<|2|+|1|}
{\displaystyle |b_{22}|\geq |b_{21}|+|b_{23}|}   因為  {\displaystyle |3|\geq |1|+|2|}
{\displaystyle |b_{33}|<|b_{31}|+|b_{32}|}   因為  {\displaystyle |0|<|1|+|-2|}.
因為{\displaystyle |b_{11}|}和{\displaystyle |b_{33}|}都小於同一列其他元素大小的和，因此B不是对角优势矩阵。
矩陣
{\displaystyle \mathbf {C} ={\begin{bmatrix}-4&2&1\\1&6&2\\1&-2&5\end{bmatrix}}}
可得
{\displaystyle |c_{11}|\geq |c_{12}|+|c_{13}|}   因為  {\displaystyle |-4|>|2|+|1|}
{\displaystyle |c_{22}|\geq |c_{21}|+|c_{23}|}   因為  {\displaystyle |6|>|1|+|2|}
{\displaystyle |c_{33}|\geq |c_{31}|+|c_{32}|}   因為  {\displaystyle |5|>|1|+|-2|}.
因為任一對角線元素大小都大於同一行其他元素的和，因此C為強对角优势矩阵。

## 應用及性質
強对角优势矩阵（或不可约对角优势矩阵）是非奇異方陣，此結果即為Levy–Desplanques定理，針對強对角优势矩阵的結果，可以用Gershgorin圆定理證明。 
若埃爾米特对角优势矩阵{\displaystyle A}，其對角線為非負值，即為正定矩陣。
若不考慮對稱性的條件，上述的矩陣不一定會是半正定矩陣。（例如，{\displaystyle {\begin{bmatrix}-{\sqrt {5}}&2&1\end{bmatrix}}{\begin{bmatrix}1&1&0\\1&1&0\\1&0&1\end{bmatrix}}{\begin{bmatrix}-{\sqrt {5}}\\2\\1\end{bmatrix}}=10-5{\sqrt {5}}<0}），但其特徵值的實部為非負數（參見对角优势矩阵的結果，可以用Gershgorin圆定理。）
類似的，若埃爾米特強对角优势矩阵的對角線元素為正，此矩陣為正定矩陣，此矩陣等於某個對角線元素為非負值實數的埃爾米特強对角优势矩阵{\displaystyle A}加上{\displaystyle xI}，其中{\displaystyle x}為正的實數（也是正定矩陣）。
若高斯消去法（LU分解）的矩陣為強对角优势矩阵，不需要進行尋找主元的過程。
若一線性聯立方程的矩陣為強对角优势矩阵或不可约对角优势矩阵，利用雅可比法及高斯-賽德爾迭代的計算結果會收斂。
許多從有限元素法中產生的矩陣都是对角优势矩阵。

## 外部連結
- PlanetMath: Diagonal dominance definition （页面存档备份，存于）
- PlanetMath: Properties of diagonally dominant matrices （页面存档备份，存于）
- Mathworld （页面存档备份，存于）